# Măcărești
Măcărești falu Romániában, Erdélyben, Fehér megyében.

## Fekvése
Kisgyógypatak közelében fekvő település.

## Története
Măcăreşti korábban Kisgyógypatak része volt, 1956 körül vált külön, ekkor 210 lakosa volt.
1966-ban 185, 1977-ben 117, 1992-ben 62, 2002-ben pedig 48 román lakosa volt.